# Preston Sturges
Preston Sturges (Illinois, 29 de agosto de 1898 — Nova Iorque, 6 de agosto de 1959) foi um roteirista e diretor de cinema e teatro norte-americano. Ganhou o Óscar em 1941 de melhor roteiro original com o filme The Great McGinty, foi o primeiro ganhador do prêmio nessa categoria.
Sturges nos anos 1930 revolucionou a comédia screwball, escrevendo diálogos que ouvidos hoje soam extremamente naturais, maduros e a frente de seu tempo, apesar das situações retratadas.
Sturges foi o primeiro a se estabelecer como roteirista para depois vir a dirigir seus próprios roteiros. Entre 1939 e 1945 dirigiu vários filmes de sucesso. Isso o levou a se tornar diretor independente, mas não durou muito devido a uma série de fracassos a e sua reputação de perfeccionista e gastador, o que fez com que nenhum estúdio quisesse mais trabalhar com ele.
Foi casado quatro vezes e teve três filhos. Faleceu aos 60 anos de ataque cardíaco. 

## Filmografia Parcial
- Les carnets du Major Thompson (1955)
- Vendetta (1950)
- The Beautiful Blonde from Bashful Bend (1949)
- Unfaithfully Yours (1948)
- The Sin of Harold Diddlebock (1947)
- The Great Moment (1944)
- Hail the Conquering Hero (1944)
- The Miracle of Morgan's Creek (1944)
- The Palm Beach Story (1942)
- Sullivan's Travels (1941)
- The Lady Eve (1941)
- Christmas in July (1940)
- The Great McGinty (1940)